# Mono no aware
Mono no aware (物の哀れ) literal: „patosul lucrurilor”, tradus și „empatie față de lucruri” sau „sensibilitate la efemer” este un termen japonez pentru conștientizarea impermanenței (無常 mujō), sau a tranzienței lucrurilor, blânda tristețe tranzientă (sau tânjire) la lunga lor trecere lor, mai adânca blândă tristețe la această stare care este realitatea vieții. „Mono no ware: efemera natură a frumuseții - senzația liniștit avântată, dulce amară, de a fi fost martor al circului orbitor al vieții - știind că nimic din ea nu poate dura. În principiu, este vorba de a fi întristat și totodată de a aprecia tranziența - și, de asemenea, despre relația dintre viață și moarte. În Japonia, există patru anotimpuri foarte distincte și devenii cu adevărat conștient de viață, de mortalitate și de tranziență. Devii conștient de cât de importante sunt acele momente.”

## Origini
Termenul provine din literatura din perioada Heian, dar a fost preluat și folosit la sfârșitul secolului al XVIII-lea, perioada Edo, de omul de cultură japonez Motoori Norinaga în critica literară a romanului Povestea lui Genji, iar mai târziu la alte lucrări japoneze seminale, inclusiv Man'yōshū. Acesta a devenit central pentru filosofia sa a literaturii și, în cele din urmă, pentru tradiția culturală japoneză.
Printre artiști de manga notabili, care folosesc stilul de povestire mono no aware se pot menționa Hitoshi Ashinano, Kozue Amano și Kaoru Mori. În anime, atât Only Yesterday de Isao Takahata, cât și Mai Mai Miracle de Sunao Katabuchi subliniază trecerea timpului în note blânde și prin prezentarea complotului principal împotriva uneia paralele din trecut. Regizorul japonez Yasujirō Ozu a fost bine cunoscut pentru că a creat un sentiment de mono no aware, înclinând frecvent cu un personaj care spune foarte puțin " Ii tenki desu ne ?” după o schimbare de paradigmă familială și socială, cum ar fi o fiică căsătorită, pe fondul unei Japonii în schimbare rapidă. Ozu și-a exprimat adesea sentimente arătând fețele obiectelor și nu fața unui actor. Unele exemple includ doi tați care contemplă stâncile într-o grădină „peisaj uscat” și o oglindă care reflectă absența fiicei care tocmai a plecat de acasă după ce s-a căsătorit. Aceste imagini au exemplificat mono fără conștiență la fel de puternic ca expresia de pe chipul celui mai mare actor.
În cartea sa despre viața curtenitoare din Japonia antică, Lumea prințului strălucitor, Ivan Morris compară mono fără cunoștință cu termenul de lacrimae rerum al lui Virgil, latină pentru „lacrimi de lucruri”.
Povestea lui Ken Liu, „Mono no Aware”, a autorului de ficțiune științifică, a câștigat premiul Hugo 2013 pentru cea mai bună poveste scurtă. Inspirat de lucrări precum manga științifico ficțiune Yokohama Kaidashi Kikō, Liu a căutat să evocă o „estetică orientată în primul rând către crearea în cititor a unei empatii către trecerea inevitabilă a tuturor lucrurilor” și să recunoască „importanța memoriei și a continuității cu trecutul”.
Romanul britanic Kazuo Ishiguro, care a câștigat premiul Nobel și Booker, încheie multe dintre romanele sale fără niciun fel de rezoluție. Problemele cu care se confruntă personajele sale sunt îngropate în trecut și rămân nesoluționate. Astfel Ishiguro încheie multe dintre romanele sale pe o notă de resemnare melancolică. Personajele sale își acceptă trecutul și pe cine au devenit, descoperind în mod obișnuit că această realizare aduce mângâiere și un sfârșit al anxietății mentale. Aceasta poate fi văzută ca o reflectare literară a ideii japoneze de mono no aware.
Filme precum Hiroshima Mon Amourde Alain Resnais, Ploaia neagră a lui Shohei Imamura și a lui Akira Kurosawa I Live in Fear au fost asociate cu termenul.
Unul dintre cele mai cunoscute exemple de mono no aware în Japonia contemporană este dragostea tradițională a florilor de cireș, găsită în întreaga artă japoneză și perpetuată de masele mari de oameni care călătoresc anual pentru a vedea și a face picnic sub cireși. Copacii nu sunt considerați ca având o valoare specială din punct de vedere al frumuseții lor în raport cu alți arbori, cum ar fi mărul sau perele. Florile de cireș sunt apreciate datorită trecerii lor, în mod normal asociate cu faptul că florile cad din copac după numai o săptămână sau cam după prima înflorire. Evanescența frumuseții cireșului este cea care îi evocă privitorului perspectiva apăsătoare a mono no aware.
În 2016, un Consiliu publicitar PSA intitulat „Viața extraordinară și vremea căpșunii” (regia Martin Stirling ) a folosit stilul mono no aware pentru a înfățișa viața unei căpșuni.

## Vezi și
- Melancolie

Media și lucrări scrise:
- În căutarea timpului pierdut
- „Ballade des Dames du temps jadis” de François Villon
- Pierdut în traducere
- Ultima viață în univers
- Samurai Jack

Termeni înrudiți fără traducere directă:
- Han
- Lacrimae rerum
- Memento mori
- Mottainai
- Wabi-sabi

## Legături externe
- „Lecture notes”. Arhivat din original la 9 octombrie 2012. de la o clasă dedicată culturii japoneze la Ohio State University.